# Quintili Var (crític)
Quintili Var (en llatí Quintilius Varus) va ser un crític literari romà dels segles I aC i I. Formava part de la gens Quintília i era de la família dels Var.
Va ser amic d'Horaci i de Virgili. És mencionat com a crític eminent a De Arte poetica, una de les Epístoles d'Horaci. Va morir l'any 24 i la seva mort va ser lamentada per Horaci en una de les seves odes. Segurament és el mateix Var que Horaci menciona en alguns altres escrits seus.